# Ægget
Ægget er en stol designet af Arne Jacobsen. Den blev først produceret i 1958 for Royal Hotel i København og fremstilles af Fritz Hansen A/S.
Ny teknologi gjorde muligt at forme møblerne i et hårdt skummateriale, som blev polstret og betrukket. Teknologien havde møbelproducenten Fritz Hansen sikret sig rettighederne til i midten af 1950’erne. Som en billedhugger brugte Arne Jacobsen ler og gips til at eksperimentere sig frem til Æggets former, og skabte et design med et skulpturel udtryk, der gik over i designhistorien.